# برنارد رومان
برنارد رومان (بالفرنسية: Bernard Roman) هو سياسي فرنسي، ولد في 10 يوليو 1952 في ليل في فرنسا. حزبياً، نشط في الحزب الاشتراكي.

## مناصب
- انتخب نائب فرنسي عن دائرة Nord's 1st constituency [الإنجليزية]‏ خلال فترته النيابية (20 يونيو 2012 – 21 يوليو 2016).
- انتخب نائب فرنسي عن دائرة Nord's 1st constituency [الإنجليزية]‏ خلال فترته النيابية [الإنجليزية]‏ (20 يونيو 2007 – 19 يونيو 2012).
- انتخب نائب فرنسي عن دائرة Nord's 1st constituency [الإنجليزية]‏ خلال فترته النيابية  [لغات أخرى]‏ (19 يونيو 2002 – 19 يونيو 2007).
- انتخب عضو مجلس جهوي.
- انتخب نائب فرنسي عن دائرة Nord's 1st constituency [الإنجليزية]‏ خلال فترته النيابية  [لغات أخرى]‏ (12 يونيو 1997 – 18 يونيو 2002).